# Corradino D'Ascanio
Corradino D'Ascanio (Popoli, 1º febbraio 1891 – Pisa, 5 agosto 1981) è stato un ingegnere italiano.
Inventò il prototipo di elicottero moderno e l'elica a passo variabile brevettandola, quindi fu il progettista della Piaggio Vespa.

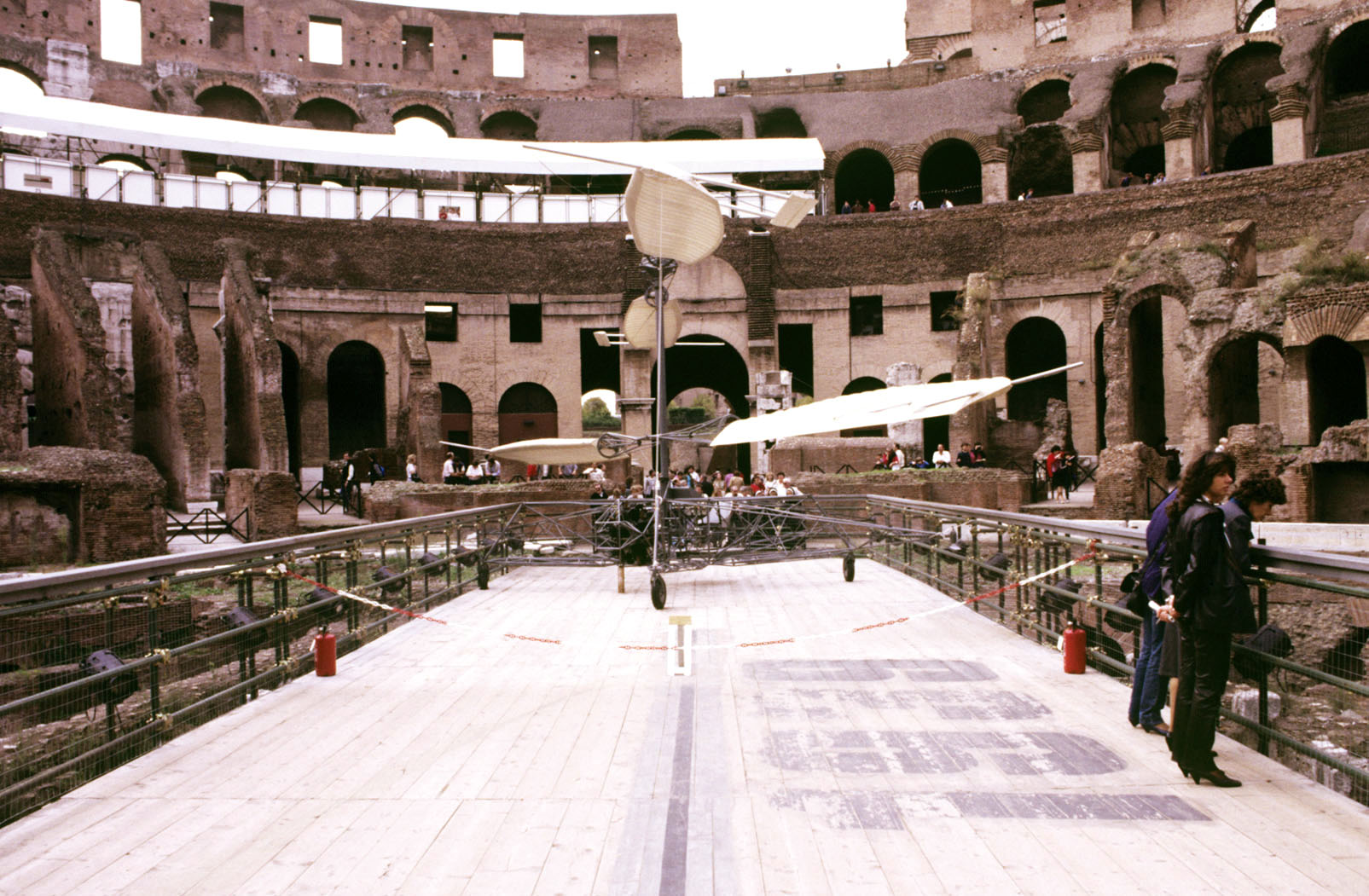
Colosseo, durante la mostra dell'Industria italiana 1919-1939, al centro l'elicottero di Corradino D'Ascanio, 1984

## Biografia
Nacque nel 1891 a Popoli, comune allora della provincia dell'Aquila, oggi di Pescara in Abruzzo, da Giacomo e Anna De Michele; il palazzo della famiglia si trova sul corso Gramsci, allora corso Vittorio Emanuele, all'angolo con via Venezia. La sua passione per l'allora primordiale scienza aeronautica fu precoce. Nel 1906, a soli tre anni dal primo volo dei fratelli Wright, dopo aver studiato le tecniche di volo e le proporzioni tra peso e apertura alare di alcuni volatili, progettò e costruì una sorta di deltaplano, che usò per lanci sperimentali effettuati dalle colline di Popoli.

### Gli studi
Frequentò il Regio Istituto Tecnico Ferdinando Galiani di Chieti, diplomatosi nel 1909 e volendo intraprendere studi ingegneristici, si trasferì a Torino iscrivendosi al Regio Istituto Superiore d'Ingegneria che all'epoca rappresentava il massimo nel campo dell'ingegneria meccanica.
Si laureò nel 1914 in ingegneria industriale meccanica al Politecnico di Torino.

### Gli anni della Grande Guerra
Nel dicembre 1914 si arruolò volontario nell'Arma del Genio nella divisione "Battaglione Aviatori" della città di Torino, dove venne assegnato al collaudo dei motori.
Nominato, in seguito, sottotenente di complemento del Genio, il 21 marzo 1915 si occupò della prima installazione di una stazione radio a bordo di un veicolo. In seguito, fu inviato in Francia per scegliere un motore rotativo da produrre in Italia; iniziò così la produzione dei motori "Le Rhone".
Allo scoppio della prima guerra mondiale, D'Ascanio seguì un breve corso di pilotaggio per Maurice Farman MF 1914, conclusosi senza il conseguimento del brevetto a causa dei molteplici impegni che lo assorbivano in quel periodo.
In seguito, venne destinato al fronte per occuparsi della manutenzione e sorveglianza del materiale assegnato alle squadriglie di volo, modificò circa 40 biplani Caudron che con il freddo venivano bloccati a terra dal congelamento dell'olio lubrificante.
Nel 1916 fu congedato temporaneamente e assegnato all'Ufficio Tecnico della Società per costruzioni aeronautiche Pomilio (in quegli anni impegnata nella fabbricazione degli apparecchi S.P.2, Tipo C, Tipo D e altri). Collaborò con Ottorino Pomilio, ingegnere e pilota, oltre che conterraneo ed amico, alla costruzione di numerosi prototipi di aerei da caccia e da combattimento.
Nel 1917 Corradino si fidanzò a Popoli con Paola Paolini, nipote del Generale Giuseppe Paolini. Anche in quell'occasione dimostrò la sua grande inventiva: volendo comunicare con la sua fidanzata, durante i brevi periodi di licenza a Popoli, installò due telefoni a batteria, uno in casa sua e uno in casa di Paolina, e li collegò alla rete elettrica comunale di illuminazione che allora erogava tensione nelle sole ore notturne.
Corradino e Paolina si sposarono il 20 ottobre 1917: dalla loro unione nacquero Giacomo nel 1922 e Giorgio nel 1927.

### L'esperienza americana
Nel gennaio 1918 si trasferì a Indianapolis negli Stati Uniti, al servizio della neonata "Pomilio Brothers Corporation", costruendo due apparecchi. Ben presto i rapporti con la società s'incrinarono ma D'Ascanio non si scoraggiò e percorse altre strade nel campo dell'industria aeronautica statunitense e costituì una società aeronautica con l'ing. Ugo Veniero D'Annunzio, figlio di Gabriele D'Annunzio e allora progettista presso la Caproni Airlines di Detroit, per la realizzazione di un aeroplano equipaggiato con un motore di motocicletta Harley Davidson. L'avventura americana non ebbe tuttavia i risultati sperati e nel settembre 1919 Corradino D'Ascanio, deluso, fece ritorno in Italia.

### L'edilizia civile a Popoli

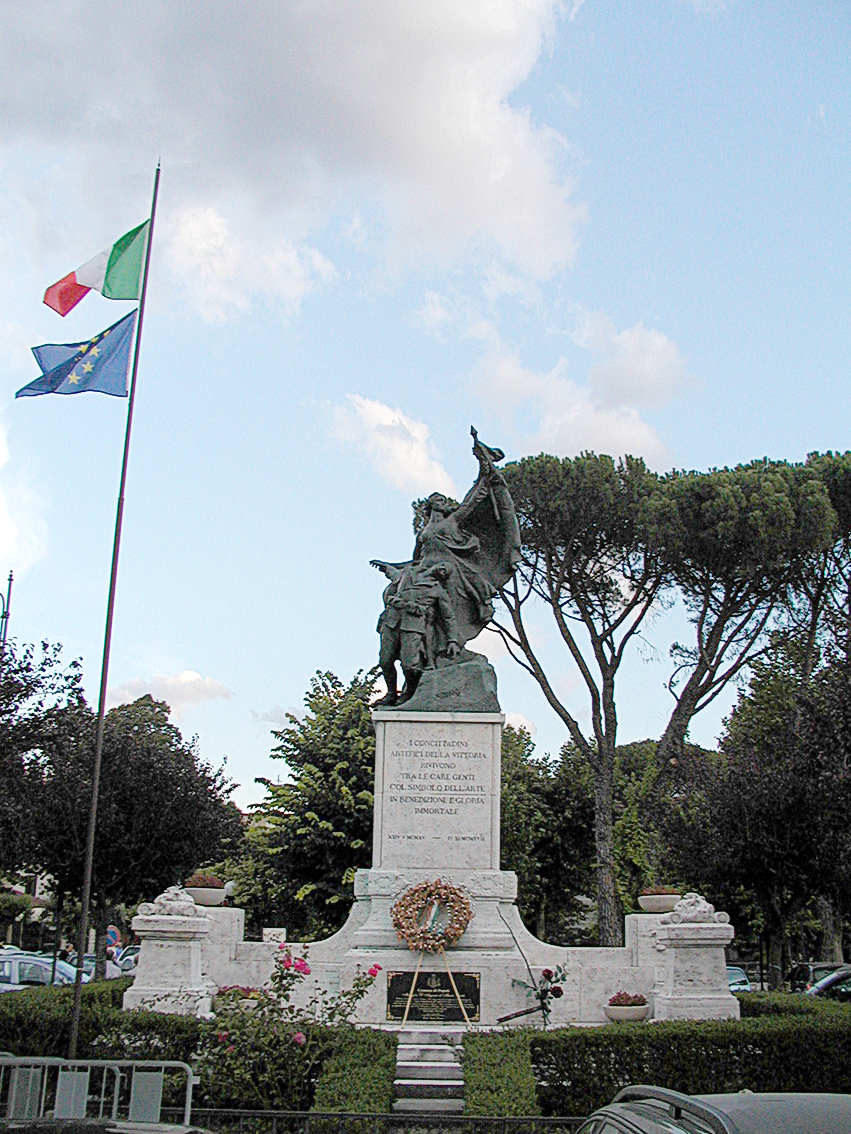
Il monumento ai caduti nella città di Popoli realizzato da D'Ascanio

Al suo rientro insediò uno studio di ingegneria civile e industriale a Popoli, dove ebbe un'intensa attività di progettazione per l'industria privata e nel settore delle opere pubbliche. Si occupò di vari progetti di ingegneria civile, come ad esempio la sistemazione della Piazza Giuseppe Paolini con il monumento ai caduti o, dietro invito del pretore di Popoli, della perizia sul tronco di linea elettrica nei pressi del bosco del Castello di Popoli "dichiarando se tale tronco è fatto secondo le norme dettate dalla scienza e dalla pratica". Gli anni popolesi furono anni fecondi, con decine di brevetti degli anni venti tra i quali troviamo il "forno elettrico a media capacità termica per cottura di pane e per pasticceria" o la "macchina elettropneumatica per la catalogazione e ricerca rapida di documenti", una macchina che utilizza delle schede perforate per l'azionamento di circuiti elettrici.

### Elicotteri

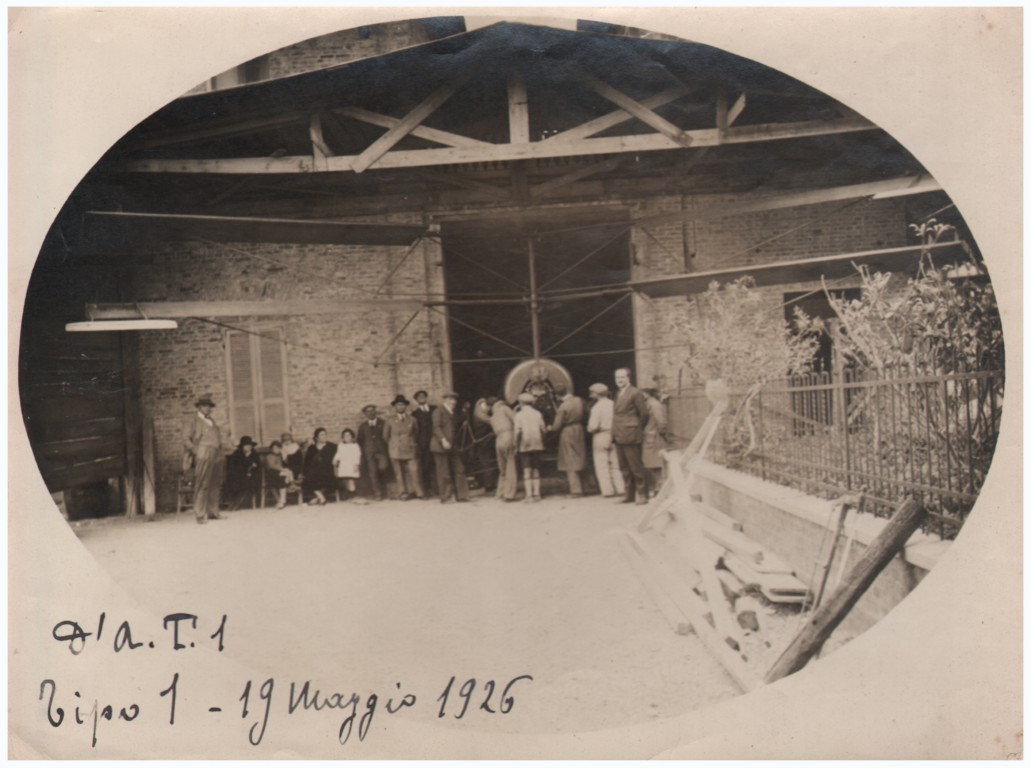
Il barone Pietro Trojani e D'Ascanio con le maestranze davanti al prototipo di elicottero D'AT1 presso l'officina della fonderia Camplone, 19 maggio 1926. L'attività iniziò con la progettazione di alcuni prototipi di elicotteri realizzati nelle officine meccaniche di Giuseppe Camplone.

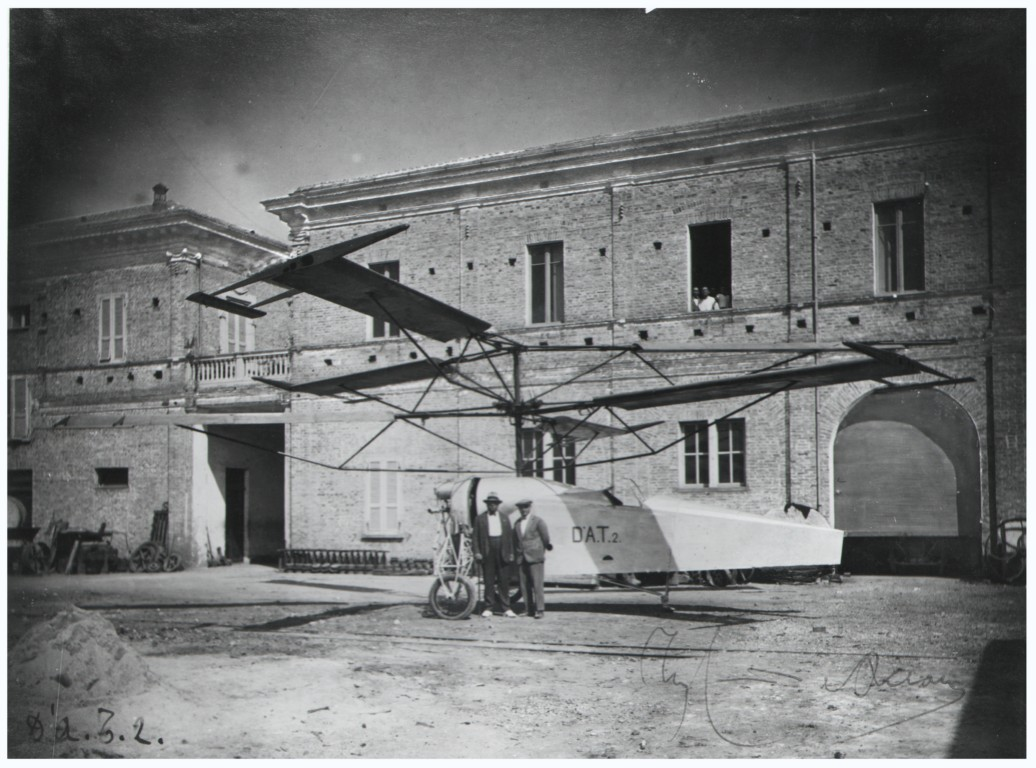
Corradino D'Ascanio davanti al prototipo di elicottero D'AT2 presso le officine della fonderia Camplone, Pescara 1926.

Sebbene lo studio popolese gli rendesse bene, l'idea del volo non lo abbandonò mai e anche da Popoli mantenne un legame con il mondo dell'aviazione. Continuò sempre gli studi ed esperimenti legati al mondo del volo, e nel biennio 1923-24 è documentata ad esempio una spesa di 266.510 lire per lo studio di un ortottero. Nel 1925 fondò una Società con il barone Pietro Trojani di Pescosansonesco, che credette subito nel progetto dell'elicottero e mise a disposizione il suo patrimonio, con lo scopo "di far sorgere e prosperare un'industria aviatoria in questa industriosa zona d'Abruzzo". Dallo studio incessante di D'Ascanio sul volo verticale nacque, il 7 aprile 1925, il brevetto dell'elicottero a due eliche coassiali. Tra il 1925 e il 1930 sono numerosi i brevetti della nuova società relativi al mondo aeronautico e non solo.
Nel 1925 venne avviata la costruzione e l'assemblaggio dei pezzi meccanici che componevano l'elicottero. In base a un accordo con Eugenio Camplone, i pezzi furono prodotti presso le omonime officine di Pescara. In cambio, D'Ascanio progettò per le Officine Camplone macchine industriali e agricole come torchi per frantoi. Nacquero nel cortile delle officine Camplone a Pescara i prototipi dell'elicottero D'AT1 e D'AT2. Entrambi volarono per pochi secondi e poi ricaddero a terra. I prototipi consentirono a D'Ascanio di progettare un nuovo elicottero, molto superiore ai precedenti.

#### Il D'AT3

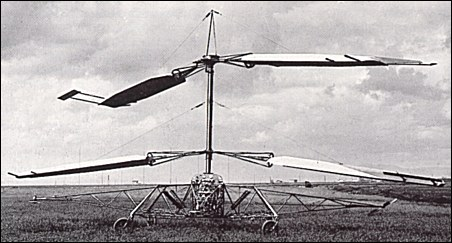
L'elicottero D'Ascanio

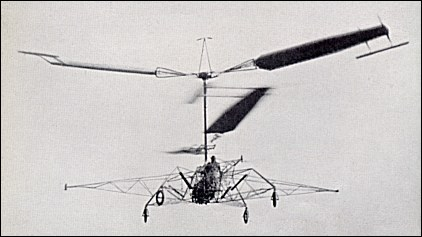
L'elicottero D'Ascanio in volo

Il terzo prototipo, il D'AT3 (la sigla sta per D'Ascanio-Trojani-3), commissionato dal Ministero dell'aeronautica per un importo di 600.000 lire fu realizzato nelle officine del Genio Aeronautico a Roma. Le prove di volo vennero effettuate nell'aeroporto militare di Ciampino Nord, il pilota collaudatore fu il maggiore Marinello Nelli (primo in assoluto a sperimentare il volo verticale). Nell'ottobre del 1930 il D'AT3, con un motore Fiat A.50 S HP90 conquistò i primati internazionali di:
- durata del volo con ritorno senza scalo 8'45" (8 ottobre 1930)
- distanza in linea retta senza scalo m 1078,60 (10 ottobre 1930)
- altezza sul punto di partenza m 18 (13 ottobre 1930)[11]

I primati di volo stabiliti da questo primo elicottero moderno rimarranno imbattuti per alcuni anni. La Domenica del Corriere dedicò all'evento la sua copertina, mentre tutti i quotidiani riportarono la notizia in caratteri cubitali. L'elicottero venne brevettato in quasi tutti i Paesi Occidentali e in Giappone, ma, nonostante l'interesse della Regia Marina e l'incoraggiamento verbale del capo del governo, Benito Mussolini, i finanziamenti non vennero rinnovati e il D'AT3 venne abbandonato nell'hangar dirigibili di Ciampino.
La realizzazione dell'elicottero esaurì i capitali messi a disposizione dal barone Trojani, mentre tramontarono, una dopo l'altra, tutte le prospettive di perfezionamento del prototipo e del suo sfruttamento commerciale.
Vittorioso con il suo elicottero prototipo, ma senza prospettive commerciali, D'Ascanio nel 1931 si trovava in una condizione di quasi povertà. La dedizione al volo verticale fu pagata a caro prezzo.

#### L'elica a passo variabile
D'Ascanio, grazie al suo elicottero, divenne il massimo esperto italiano di eliche a passo variabile in volo. A quel tempo, anche l'industria aeronautica iniziava ad averne bisogno per le crescenti prestazioni degli aerei. Fu grazie alle competenze maturate con il D'AT3 che su D'Ascanio si concentrarono le attenzioni della Sezione Aeronautica della Società Rinaldo Piaggio.
Nel 1932 D'Ascanio cominciò un'attività di consulenza tecnica con la Piaggio. L'elica salvò appena in tempo il giovane ingegnere dal disastro economico, aveva contratto numerosi debiti e aveva dovuto attingere anche alla dote della moglie. L'elica a passo variabile ben presto lo portò dal baratro all'agiatezza economica: D'Ascanio infatti percepiva mille lire per ogni pezzo realizzato. La richiesta di eliche incrementò ben presto negli anni pre-bellici e bellici. Le eliche Piaggio-D'Ascanio vennero in pochi mesi montate sui migliori aerei italiani, Macchi e Caproni. Dietro il record mondiale di altezza del colonnello Mario Pezzi, che raggiunse i 17.000 metri, e il suo biplano Caproni Ca.161bis dotato di motore Piaggio P.XI RC.100/2v c'erano le eliche D'Ascanio, che in quell'occasione introdusse anche il respiratore con ossigeno liquido per il pilota.

#### L'elicottero PD3
Gli anni precedenti la seconda guerra mondiale consentirono a D'Ascanio di lavorare con una certa tranquillità economica nell'ambiente giusto per la sua creatività nel campo dell'aviazione. La sua passione fu tutta per l'elicottero, ma in Piaggio all'inizio l'interesse per questa macchina era praticamente nullo. Nel 1935 venne progettato un nuovo elicottero per il Ministero dell'aeronautica: il PD2 (Piaggio-D'Ascanio2). Del prototipo PD1 che aveva ancora i rotori coassiali non si hanno molte notizie. Nel 1937 il PD2 non era ancora pronto, tramontò così la scommessa dell'Aeronautica. Nel 1939 progettò e realizzò il PD3 che aveva un solo rotore e l'elica di contro-coppia in una configurazione che rispettava quella dei moderni elicotteri. Sebbene questo approccio non fosse inedito, non era ancora stato studiato nei dettagli. D'Ascanio non ebbe però la fortuna di Igor Sikorsky che riuscì a convincere la United Aircraft a sviluppare i suoi progetti. Lo sviluppo del PD3 andava a rilento, era scoppiata la guerra e non c'era interesse nell'invenzione da parte dell'Aeronautica. Il PD3 rimase così a terra fino al 1942, quando fu provato in volo e subito dopo ricoverato in un capannone a Buti.

#### L'elicottero PD4

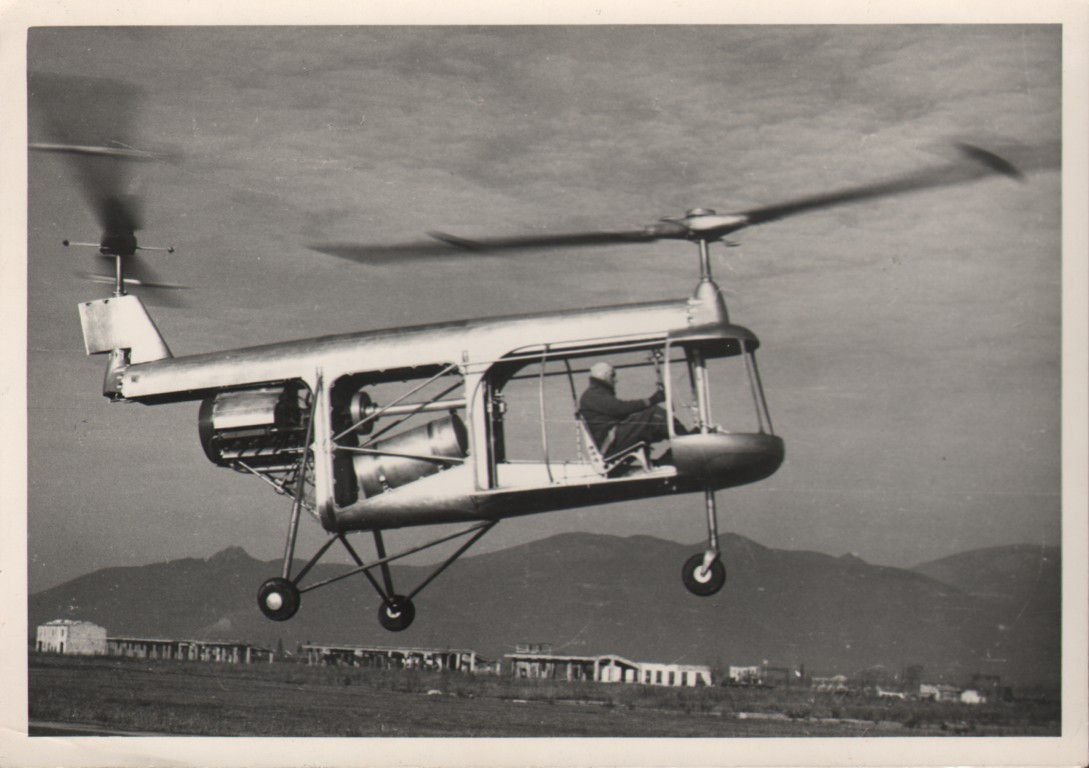
Fase di decollo del prototipo di elicottero PD4 prodotto dall'azienda Piaggio, Pontedera (PI) 05 agosto 1952. Questo elicottero era stato progettato da Corradino D'Ascanio per usi civili e militari ed era dotato di due rotori in tandem. A seguito di un incidente in fase di collaudo l'elicottero venne gravemente danneggiato e l'azienda Piaggio decise d'interrompere le sperimentazioni.

Nell'aprile del 1948 D'Ascanio ricevette l'invito a partecipare al IV congresso per l'elicottero organizzata dalla American Helicopter Society. Fu accolto come il pioniere del volo verticale e il suo entusiasmo per l'elicottero riprese. Al suo ritorno in Italia riuscì a convincere Enrico Piaggio a riprendere gli studi. Nel 1949 rinacque il PD3, recuperando tutto ciò che era possibile dalla prima versione, il PD3 volò fino al febbraio 1951, quando un incidente mise fine alla storia di questo sfortunato prototipo. L'incidente non raffreddò l'entusiasmo di D'Ascanio e nemmeno quello di Enrico Piaggio, che chiese la realizzazione di un elicottero con due rotori in tandem. Nel 1951 iniziò il progetto del PD4.
Sin dalle prime prove si evidenziò che la potenza installata era insufficiente; di conseguenza la governabilità ne veniva a soffrire. L'elicottero fu alleggerito rimuovendo la carenatura e gli esperimenti continuarono fino al 5 agosto 1952, quando fu sfiorata la tragedia; fortunatamente non ci furono perdite umane, ma l'incidente segnò la fine del PD4. La bontà del progetto era evidente, ma era anche evidente che andavano eseguiti altri tentativi e investimenti. Enrico Piaggio non era disposto a sostenere ulteriori investimenti, tutti gli sforzi dell'azienda di Pontedera erano rivolti alla Vespa, lanciatissima in tutta Europa.

#### L'ultimo elicottero D'Ascanio
D'Ascanio rimase in Piaggio fino al 1961, anno del suo pensionamento, e restò consulente dell'Azienda per ciò che riguarda la Vespa. Ufficialmente, non farà più elicotteri in Piaggio, ma nel garage della sua abitazione (a volte usufruendo delle officine Piaggio) portò avanti la costruzione di un minuscolo elicottero per uso agricolo, per l'irrigazione dei campi, economico e alla portata di tutti: la Vespa dell'aria. Questo elicottero fu pronto il 20 luglio 1970, aveva soluzioni innovative come le pale in vetroresina, ma anche questo piccolo gioiello dell'inventore abruzzese non trovò committenti e volò nel solo giardino di casa D'Ascanio.

#### La rinascita del D'AT3
Nel 1975 l'Aeronautica militare, sollecitata dal generale Domenico Ludovico, procedette alla costruzione della replica a grandezza naturale del D'AT3 presso l'aeroporto di Pisa in base ai disegni originali e sotto la direzione dello stesso ing. D'Ascanio. A questo elicottero del 1930 l'ingegnere rimase attaccato come a un figlio: lo cercò inutilmente nell'immediato dopoguerra tra i relitti e le macerie dell'aeroporto di Guidonia.
Il nuovo D'AT3 è conservato insieme al piccolo elicottero ad uso agricolo nel Museo Storico dell'Aeronautica Militare di Vigna di Valle.

### Piaggio Vespa

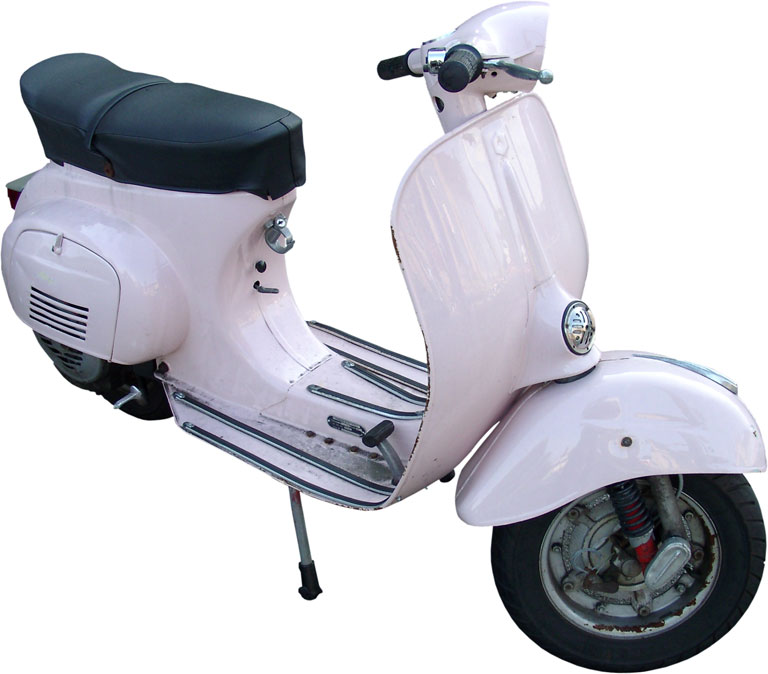
Vespa modello primavera

Nel 1945 la seconda guerra mondiale è finita e ha colpito duro. L'Italia è in ginocchio, la maggior parte delle fabbriche sono distrutte.
Anche la Piaggio è alle prese con i problemi del dopoguerra, c'era da risolvere il problema della riconversione degli stabilimenti ad una produzione di pace. Enrico Piaggio ebbe la geniale intuizione: costruire un motociclo, a basso costo, in pratica accessibile a tutti. Affidò inizialmente il compito della progettazione all'ingegner Renzo Spolti che realizzò l'MP5 soprannominato Piaggio Paperino. L'MP5 non piacque a Piaggio e nell'estate del 1945 chiamò D'Ascanio che affrontò il problema con una mentalità del tutto nuova.
D'Ascanio non amava le motociclette, non se n'era mai occupato dal punto di vista costruttivo e come veicolo non gli piaceva. Pensò a un mezzo per chi non era mai salito su una motocicletta e odiava la sua guida difficile: ideò così la Vespa.
Il primo modello del leggendario motociclo, la 98, fece la sua comparsa ufficiale nel 1946 quando venne esposto al salone del ciclo e motociclo di Milano e fu subito un successo. Insieme alla Lambretta, che nacque l'anno dopo, cambiarono lo stile di vita degli italiani.
Il modello "Vespa" rappresentò un fenomeno commerciale e di costume, in Italia come all'estero, che oltre alla sua funzione di mezzo di trasporto, avrebbe influenzato irrimediabilmente anche il cinema ed i mass media, ispirandoli con un nuovo messaggio di libertà ed indipendenza: memorabili e da premio Oscar sono le scene del film Vacanze romane del 1953, che vedono una Audrey Hepburn avvinghiata alla schiena di Gregory Peck in sella ad una Vespa per le strade di Roma. Per non citare le influenze che tale invenzione ebbe anche sulla letteratura, ispirando una serie di libri dove la Vespa viene indicata quasi come "oggetto di culto".
Brevettata dalla Piaggio nel 1946 e poi prodotta l'anno seguente con un motore a tre marce da 100cc., la Vespa, anticipando l'avvento definitivo dell'automobile, rappresentò di fatto il mezzo della prima motorizzazione di massa in Italia.
Nei 50 anni della sua storia la Vespa diverrà lo scooter più famoso al mondo, con 16 milioni di esemplari prodotti in 130 modelli diversi al 2005.

### Ultimi anni

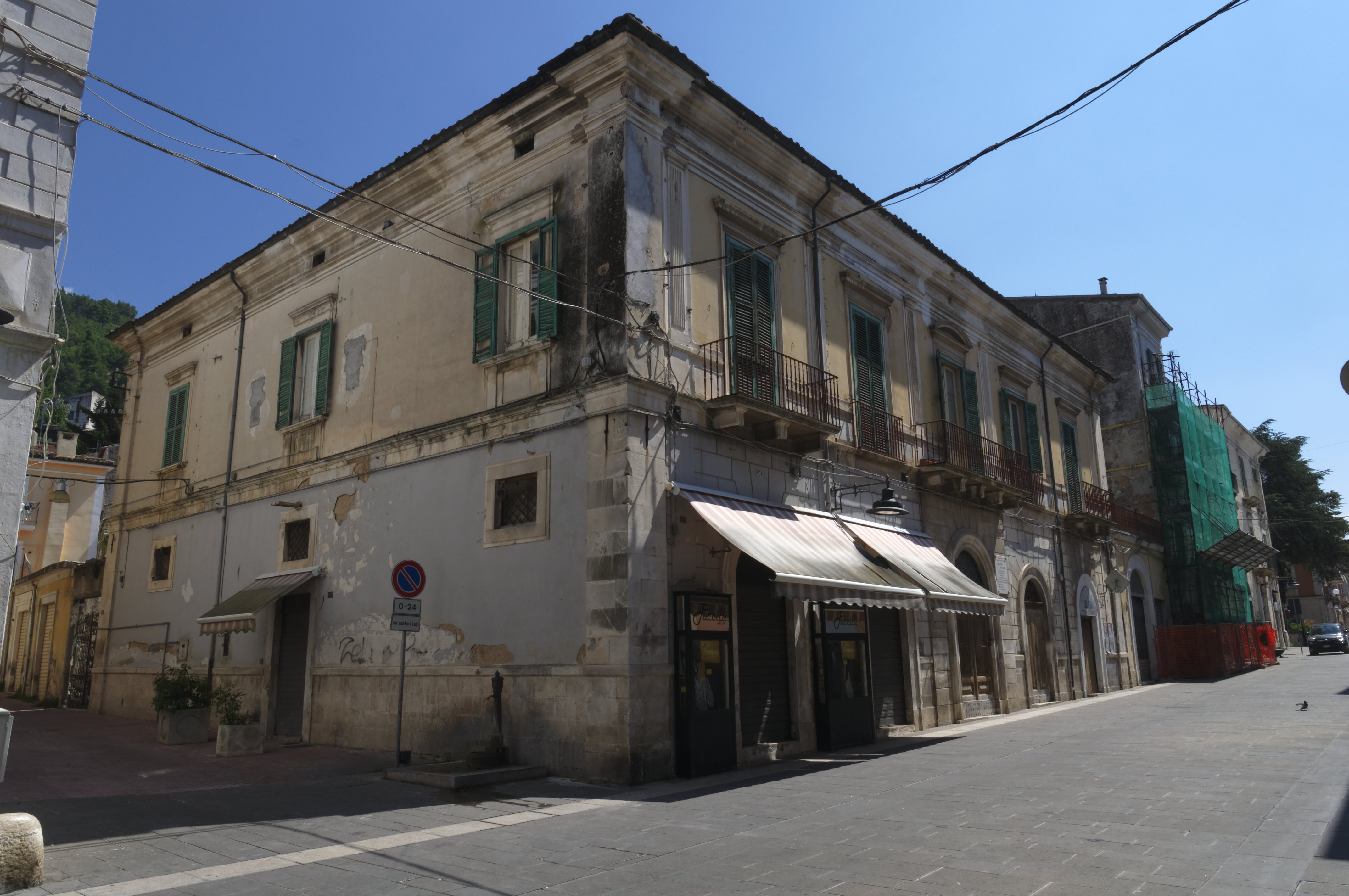
Casa natale di Corradino D'Ascanio a Popoli

Nel 1961 Corradino sposò in seconde nozze Amalia Manetti, l'amata Paolina era morta ancora giovane nel 1939 per le conseguenze di un intervento chirurgico. Dopo tante privazioni fece appena in tempo a intravedere i successi, anche economici, del marito. Sempre nel 1961 concluse l'attività di docente dell'Università di Pisa dove insegnò Meccanica e Disegno Industriale.

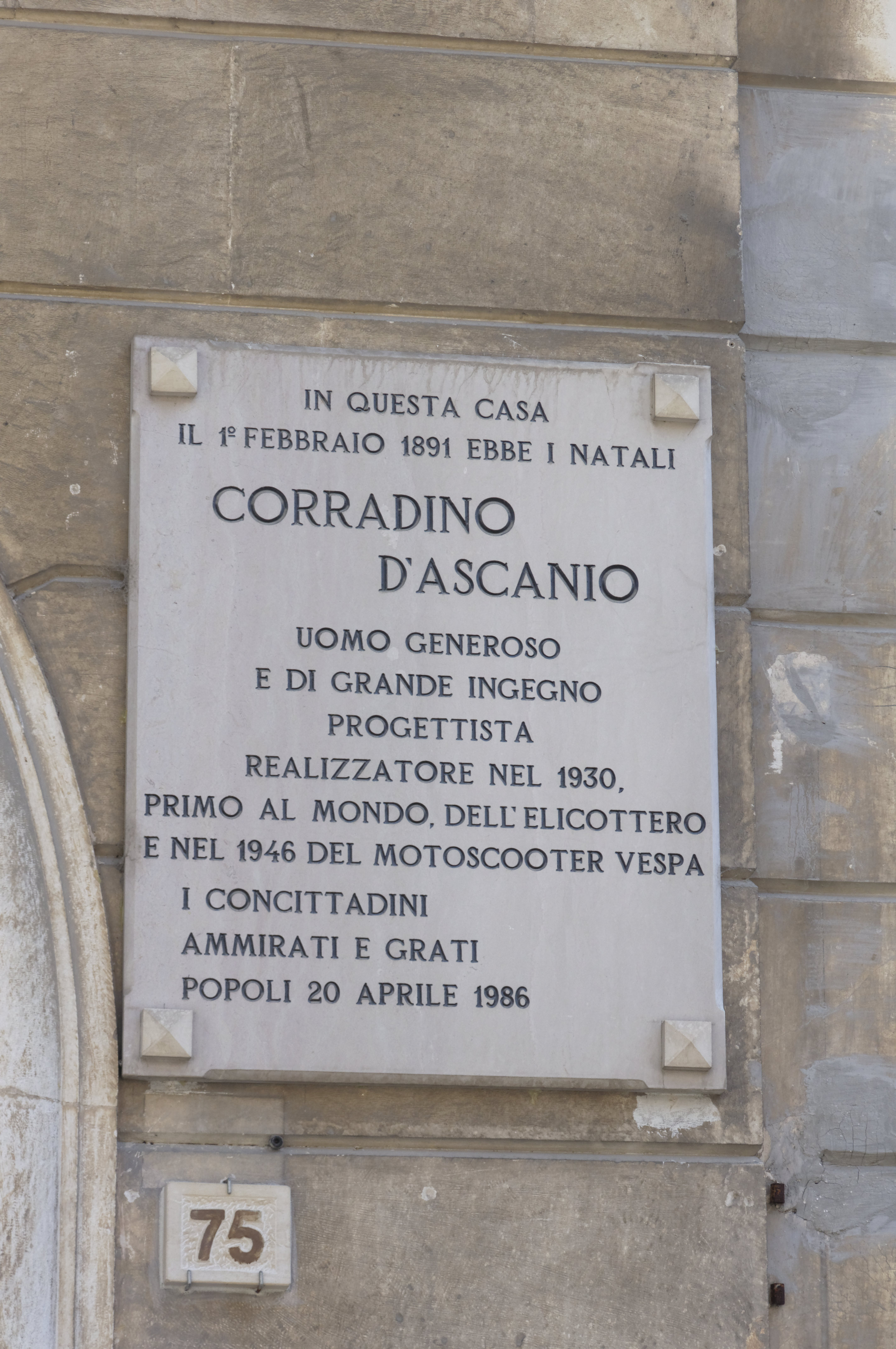
Targa apposta sulla casa natale di Corradino D'Ascanio, corso Gramsci

Nel 1964 sottoscrisse un contratto di consulenza con la società Agusta che porterà alla progettazione di un aliante per addestramento dei piloti di elicotteri con l'intento di spendere molto meno di quello che costava l'addestramento su un vero elicottero. Il progetto non arrivò mai alla fase realizzativa.
D'Ascanio morì a Pisa il 5 agosto 1981 e venne sepolto a Popoli nel cimitero comunale nella tomba di famiglia, che lui stesso disegnò, al fianco della moglie Paola morta prematuramente. D'Ascanio ebbe un grande rammarico: passò alla storia come l'ideatore della Vespa, ma pochi ricordano che fu anche un pioniere degli elicotteri.
Attualmente, a suo nome è intitolato un liceo scientifico, a Montesilvano (PE) e tutta la scuola ha celebrato la figura di D'Ascanio con numerose mostre e rappresentazioni. Popoli gli ha dedicato una strada e un museo nella sua casa natale in Corso A. Gramsci, dove è presente una mostra permanente sulla sua figura. Pisa ha operato sul piazzale antistante l'aerostazione Galileo Galilei.

## Archivio
L'archivio D'Ascanio è stato depositato presso l'Archivio di Stato il 20 marzo 1996 dalla Sovrintendenza Archivistica per l'Abruzzo. Si tratta di documentazione relativa alla vita e all'attività esercitata dall'ingegnere abruzzese. Altra documentazione è consultabile presso l'archivio privato Troiani, a Torre de' Passeri. Nel riordinamento sono state individuate diverse fasi: l'attività svolta presso le industrie di Pomilio, quella riconducibile alla società fondata con il barone Troiani, la terza riferibile alla consulenza presso la Piaggio, infine alla collaborazione con la società Agusta di Gallarate.

## Filmografia
- Enrico Piaggio - Un sogno italiano, regia di Umberto Marino - film TV (2019)

## Onorificenze
- 1931, Medaglia d'oro del Reale Aero Club d'Italia per i tre record mondiali dell'elicottero
- 1950, Medaglia d'oro del Ministero dell'aeronautica per i primati dell'elicottero del 1930
- 1950, Medaglia d'oro per i record di velocità della Vespa a Montlhery
- 1965, Ala d'onore dei Pionieri d'Aeronautica
- 1970, Medaglia d'oro, premio Fibonacci, della Camera di Commercio di Pisa, per aver ideato e costruito l'elicottero nel 1930, l'elica a passo variabile del 1932, la Vespa e derivati nel 1945